# Christian (wrestler)
William Jason Reso (* 30. listopadu 1973) je kanadský profesionální wrestler a herec působící v AEW, vystupující pod přezdívkou Christian Cage. Dříve vystupoval pod přezdívkou Christian.

## Kariéra
Reso byl trénován bývalými profesionálními wrestlery Ronem Hutchinsonem, Dorym Funkem ml. a Tomem Prichardem a svůj wrestlingový debut udělal v červnu 1995. Dříve zápasil v Kanadě na nezávislé scéně. Během té doby se stal částí několika tag teamů, později s Edgem. V roce 1998 podepsal kontrakt s WWF (dnes WWE) a následující rok pro tuto společnost začal zápasit. Po podepsání smlouvy udělal svůj debut a získal svůj první titul v této společnosti. On a Edge získali WWF Tag Teamový šampionát celkem sedmkrát. Získali proslulost v tag teamové divizi. V roce 2001 se tým rozpadl a Reso v roce 2005 odešel do Total Nonstop Action Wrestling (TNA).
Po jeho přechodu do TNA získal šest světových titulů a v únoru 2006 NWA šampionát v těžké váze. Titul ztratil v lednu 2007 a založil tým Coalition, který se za rok rozpadl. TNA opustil v roce 2008 a opět podepsal kontrakt s WWE. V dubnu 2009 získal ve WWE svůj první světový šampionát, titul ECW. V květnu 2011 byl přesunut do rosteru SmackDown, kde se mu podařilo získat světový titul v těžké váze, který znova získal v červenci toho samého roku.
Od roku 2023 působí ve společnosti AEW.

## Osobní život
Narodil se v Kitcheneru v Ontariu dne 30. listopadu 1973. V útlém věku hrával lední hokej a již jako dítě byl vášnivý wrestlingový fanoušek. Po přestěhování s rodinou do Orangeville se setkal s Adamem Copelandem, který se stal jeho nejlepším přítelem a později i tag teamovým partnerem. Tito dva společně navštěvovali školu Orangeville District Secondary School kterou oba úspěšně dokončili. Před přestěhováním do Orangeville žil v Huntsville a v East Luther-Grand Valley. Je blízký přítel wrestlera Terryho Gerina. V roce 2001 si vzal za manželku Denise, se kterou žil až do roku 2019. Mají spolu jedno dítě.

## Ostatní media
V polovině roku 2007 bylo vydáno DVD od TNA s názvem The Instant Classic: Christian Cage, které zachycovalo začátky Resa na nezávislé scéně a ostatních organizacích.
Reso se také objevil na DVD The Ladder Match 2: Crash and Burn.

### Filmografie
| Rok  | Název                         | Role                   | Poznámky |
| ---- | ----------------------------- | ---------------------- | -------- |
| 2007 | Sejmi je všechny              | senátorův ochránce     |          |
| 2007 | Dark Rising                   | Ricky                  |          |
| 2009 | Bloodstained Memoirs          | sám sebe               |          |
| 2010 | Medium Raw: Night of the Wolf | důstojník Pete Gallant | TV film  |
| 2018 | SuperGrid                     | Kurtis                 |          |
| 2020 | Cagefighter: Worlds Collide   | Stephen Drake          |          |

## Ve wrestlingu
- Ukončovací chvaty
  - Frog splash - TNA, 2012 (použito jako úcta k Eddiemu Guerrero po jeho smrti)
  - Killswitch (WWE) / Unprettier (TNA)/(WWE) / Impaler (WWF) - 1998-současná doba
  - Spear - 2011-současnost (používáno jako úcta k jeho příteli Edgovi po jeho odchodu)

## Šampionáty a ocenění
- East Coast Wrestling Association
  - ECWA Heavyweight Championship (1krát)
- Insane Championship Wrestling
  - ICW Street Fight Tag Team Championship (1krát)
- International Wrestling Alliance
  - IWA Tag Team Championship (1krát)
- Pennsylvania Championship Wrestling
  - PCW Heavyweight Championship (1krát)
- Total Nonstop Action Wrestling
  - NWA World Heavyweight Championship (2krát)
  - Gauntlet for the Gold (2008 TNA World Heavyweight Championship)
  - TNA Year End Awards (2krát)
- Pro Wrestling Illustrated
  - Zápas roku (2000) vs. Dudley Boyz a Hardy Boyz v Triangle Ladder zápase na WrestleManii 2000
  - Zápas roku (2001) vs. Dudley Boyz a Hardy Boyz v Stoly, žebříky a židle zápase na WrestleManii X-Seven
  - Magazín PWI ho zařadil na 7. místě žebříčku top 500 wrestlerů roku 2007 PWI 500
- World Wrestling Federation / World Wrestling Entertainment
  - ECW Championship (2krát)
  - World Heavyweight Championship (2krát)
  - WWF European Championship (1krát)
  - WWF Hardcore Championship (1krát)
  - WWF Light Heavyweight Championship (1krát)
  - WWF/E Intercontinental Championship (4krát)
  - WWF/E World Tag Team Championship (9krát)
  - 23 Triple Crown Champion
  - 11 Grand Slam Champion
- Wrestling Observer Newsletter
  - Tag team roku (2000) - s Edgem
  - Nejhůře propracovaný zápas roku (2006) - TNA Reverse Battle Royal 26. října 2006 v epizodě TNA Impact!